# Samuel Arias Arzeno
Samuel Arias Arzeno (nacido el 27 de septiembre de 1967 en Puerto Plata) es un abogado y juez dominicano. Actualmente se desempeña como juez de la Primera Sala de la Suprema Corte de Justicia de la República Dominicana.

## Biografía
Samuel Arias Arzeno nació en Puerto Plata, hijo de Samuel Arias y Ana Luisa Arzeno. Se graduó como licenciado en derecho en la Universidad Nacional Pedro Henríquez Ureña (UNPHU) en 1990. Posteriormente realizó un magíster internacional en resolución de conflictos por la Universidad Abierta de Cataluña en 2007.
Inició su carrera judicial como juez del Juzgado Civil y Comercial del Distrito Judicial Puerto Plata en 1998. En el año 2000 fue ascendido a juez presidente del mismo tribunal. En el año 2004 fue designado como juez presidente del Tribunal Superior Administrativo.
En el año 2011 fue nombrado como juez presidente del Tribunal Superior Electoral, cargo que ocupó hasta el año 2017. En el año 2018 fue designado como juez presidente de la Tercera Sala de la Cámara Civil y Comercial de la Corte de Apelación del Distrito Nacional.
En el año 2021 fue seleccionado por el Consejo Nacional de la Magistratura como uno de los nuevos jueces miembros de la Suprema Corte de Justicia, siendo juramentado el 23 febrero del mismo año. Actualmente se desempeña como juez titular y miembro fundador Primera Sala Penal de la Suprema Corte de Justicia.

## Reconocimientos
Arias Arzeno ha recibido varios reconocimientos por su labor judicial, entre ellos:
- Premio al Mérito Judicial otorgado por el Colegio Dominicano Abogados (2005).
- Reconocimiento especial por su contribución al fortalecimiento institucionalidad democrática otorgado por Junta Central Electoral (2017).
- Medalla al Mérito Ciudadano otorgada por Ayuntamiento Municipal Puerto Plata (2021).